# The Violin Maker
The Violin Maker é um curta-metragem mudo norte-americano de 1915, do gênero drama, dirigido e estrelado por Lon Chaney. O filme é agora considerado perdido.

## Elenco
- Lon Chaney - Pedro
- Gretchen Lederer - Marguerita
- William Quinn - Maurice Puello